# La Reverdie
La Reverdie — итальянский ансамбль старинной музыки. Специализируется на музыке Средних веков и раннего Возрождения.

## Краткая характеристика
Название ансамбля обязано одноимённому жанру в поэзии труверов. Авторы reverdies радостно приветствовали наступление весны, молодую зелень (ср. в современном французском глагол reverdir «зазеленеть») пробуждающейся природы.
Ансамбль «La Reverdie» основан в 1986 году в Италии сёстрами Кафаньи (Claudia Caffagni [род. 1966], Livia Caffagni [род. 1963]) и Миркович (Elisabetta de Mircovich [род. 1966], Ella de Mircovich). Все они пели, а также играли на старинных музыкальных инструментах — виеле, продольной флейте, псалтерии, корнете, лютне. С 1993 года постоянный член ансамбля — американский певец и корнетист Дорон Дейвид Шервин (Doron David Sherwin, род. 1962). Элизабета Миркович и Шервин также выступали как композиторы, их стилизации в «средневековом» стиле прослаивают оригинальные пьесы в концертах и аудиозаписях. В 2008 Элла Миркович покинула коллектив «по причине непоправимой несовместимости». По мере необходимости для реализации концертно-тематических «проектов» коллектив привлекал также других музыкантов. 
Ансамбль неоднократно участвовал в международных фестивалях старинной музыки, среди которых «Oude Muziek» (с 1994), Фламандский фестиваль (с 1992), «Festival Musicale Estense» (Модена, с 1999), Фестиваль в Равенне (с 2005). Помимо Италии гастролировал в странах Западной Европы (в Австрии, Германии, Нидерландах, Испании и других).

## Дискография
Аудиозаписи ансамбля «La Reverdie» с 1992 публикуются главным образом на лейбле "Arcana". В нижеследующем перечне указаны годы публикации (а не годы записи) альбомов
- 1990 Bestiarium. Animals in the music of the Middle Ages // Nuovo Era 6970; вторая редакция альбома издана на лейбле Cantus 9601
- 1992 Speculum amoris. Lyrique d'Amour médiéval, du Mysticisme à l'érotisme // Arcana A336
- 1993 Guinevere, Yseut, Melusine. The heritage of Celtic womanhood in the Middle Ages // Giulia "Musica Antiqua" GS 201007
- 1993 O tu chara sciença. Musique de la Pensée Médiévale // Arcana A29 - Arcana A332
- 1994 Laude di Sancta Maria. Veillée de chants de dévotion dans l'Italie des Communes // Arcana 34
- 1995 Suso in Italia bella. Musique dans les cours & cloître de l'italie du Nord // Arcana A38 - Arcana A320
- 1997 Insula feminarum. Résonances médiévales de la Féminité Celte // Arcana A311
- 1999 Legenda aurea. Laudes des Saints au Trecento italien // Arcana 304
- 1998 La nuit de Saint Nicholas. La Reverdie et chant grégorien // Arcana A72
- 1999 Historia Sancti Eadmundi. De la liturgie dramatique au drame liturgique // Arcana A43
- 2001 La Reverdie en concierto. Festival Internacional de Santander // RTVE Música 65131
- 2001 Nox-Lux. Musique française et anglaise des XIIIe et XIVe siècles // Arcana A 307
- 2002 Voyage en Italie // Arcana 317
- 2003 Хильдегарда Бингенская. Sponsa regis // Arcana A314
- 2005 Якопо Болонский. Madrigali e cacce // Arcana A327
- 2006 Гийом Дюфаи. Missa Sancti Jacobi // Arcana A342
- 2009 Carmina Burana, sarcasmes sacrés // Arcana A353
- 2013 I dodici giardini. Cantico di Santa Caterina da Bologna // Arcana A367
- 2014 Laudarium. Songs of popular devotion from 14th century Italy // Arcana A379
- 2015 Venecie mundi splendor. Marvels of medieval Venice - Music for the doges, 1330-1430 // Arcana A387
- 2019 L’Occhio del cor. Songs of invisible love // Arcana A462
- 2022 Lux Laetitiae. Splendors of the Marian cult in early Renaissance Ferrara // Arcana A526